# 메가론

Megaron 복합체의 도면. 1: '안테룸', 2: 전당 (주요 공간), 3: 현관과 전당의 기둥들.

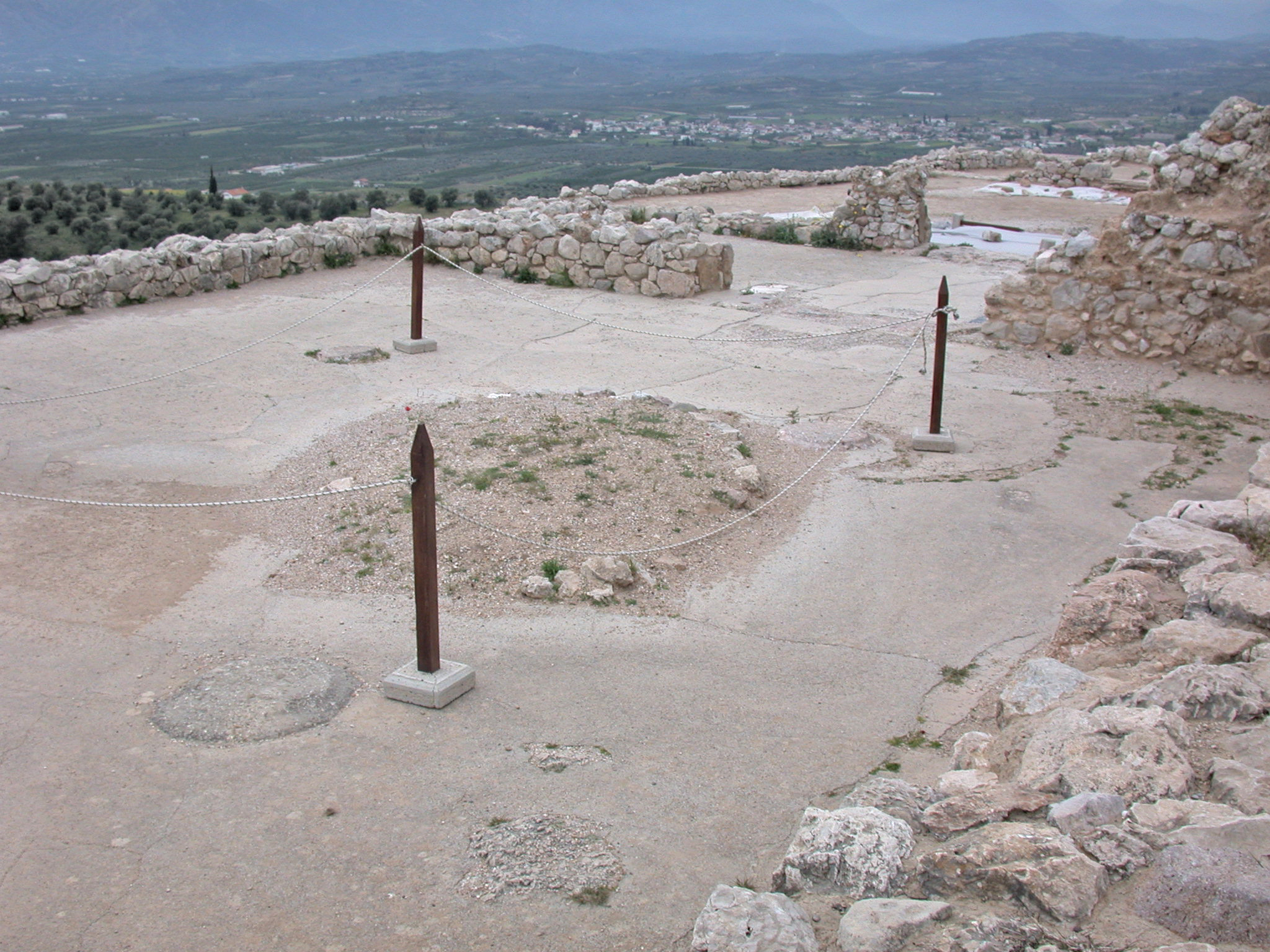
미케네의 Megaron 복합체의 기초, 주 전당에서 (전경에 보이는 원형 난로) 안테룸과 현관을 통해 바라본 것

메가론(고대 그리스어: μέγαρον, 복수형: megara)은 초기 미케네 및 고대 그리스 궁전 복합체에서의 대형 홀을 말한다. 건축적으로 메가론은 네 개의 기둥으로 둘러싸인 직사각형 큰 홀로, 앞쪽에는 두 개의 기둥이 있는 현관이 있고, 지붕의 오큘러스를 통해 통풍이 되는 중앙 개방형 난로가 있다.
메가론 안에는 또한 미케네 군주(아낙스)의 왕좌실이 있으며, 그의 왕좌는 중앙 난로가 있는 주요 공간에 위치해 있다. 비슷한 건축 양식은 고대 근동에서도 발견되지만, 일반적으로 기둥으로 지지되는 개방된 현관은 에게 해 제도 특유의 양식이다. 메가론은 종종 그들의 직사각형 (비정사각형) 모양과 입구의 위치로 '긴 방들'로 불리기도 했다. 그 이유는 (정사각형이 아닌) 직사각형 모양 때문이기도 하고, 직사각형 방에서 항상 짧은 벽쪽으로 입구가 나 있어서 내부가 깊어 보였기 때문이기도 하다. 메가론 주변에는 종종 기록실, 사무실, 기름 짜는 곳, 작업장, 도기류 공장, 신전, 복도, 무기고, 그리고 와인, 기름, 밀 등의 상품을 위한 저장실 등 다양한 공간이 있었다. 증거에 따르면, 고대 그리스의 메가론은 종종 초벽과 판축 사용하여 건설되었다.
메가론은 희생 제의나 왕실 행사 및 법정 회의에도 사용되었다. 메가론의 일부 구역은 주거 기능이 있었으며, 기원전 8세기 전에 생활 공간으로 활용되었다.

## 사용 목적
여러 출처에 따르면 메가론은 두 가지 중심적인 방식으로 사용되었다. 첫째, 종교 의식을 위해 사용되었고, 둘째, 주거 공간으로서 주민들을 지원하는 역할을 했다. 또한, Valentin Müller에 따르면, 그리스와 유럽 및 러시아 일부 지역에서 32가지 다른 유형의 메가론에 대한 증거가 있다. 그들의 사용은 건축된 시기와 위치에 따라 크게 달랐다. 테살리아에서는 신석기 시대로 거슬러 올라가는 전통적인 그리스 메가론 스타일 건축물과 관련된 구조의 유적이 발견된다. Müller는 이들을 초기 메가론 중 일부로 주장하며 "Type 1" 메가론으로 분류한다. 이 초기 구조물은 고대 그리스에서 발견된 것과 디자인이 다소 유사하지만, 재료와 지붕 스타일 및 복잡성에서 차이가 난다. Müller는 1기, 2기, 3기의 역사적 시기를 통해 존재했던 여러 메가론의 유형을 분류하고 기록했으며, 여러 민족 집단이 초기 및 전형적인 모델을 창조하는 데 참여했음을 보여준다. 이 모델은 나중에 고전 그리스 메가론 구조로 발전하였다.
1. ↑  Pullen 2008, 37쪽.
2. ↑  Kleiner 2016, "Chapter 4 The Prehistoric Aegean", p. 94; Neer 2012.
3. 1 2  “Megaron”. Encyclopædia Britannica, Inc. 2013년 4월 3일에 확인함.
4. ↑  Müller 1944, 342−348쪽.
5. ↑  Pentreath 2006, "Pre-Classical Beginnings".
6. ↑  Smith, E. Baldwin (1942). “The Megaron and Its Roof”. 《American Journal of Archaeology》 46 (1): 99–118. doi:10.2307/499112. JSTOR 499112. S2CID 192949828.
7. ↑  Wright 2004, 161–162쪽.
8. ↑  Coucouzeli, Alexandra (2007). “From megaron to oikos at Zagora”. 《British School at Athens Studies》 15: 169–170. JSTOR 40960585.
9. 1 2  Muller, Valentin (1944). “Development of the 'Megaron' in Prehistoric Greece”. 《American Journal of Archaeology》 48 (4): 342–348. doi:10.2307/499900. JSTOR 499900. S2CID 245275483.